# Radio Televizioni i Kosovës
Radio Televizioni i Kosovës (RTK, tłum. Radiotelewizja Kosowa) – publiczny nadawca radiowy i telewizyjny w Republice Kosowa.
W skład RTK wchodzą 4 kanały telewizyjne nadawane drogą naziemną (którego wariant dostępny jest z satelity) oraz dwie stacje radiowe.

## Telewizja
- RTK 1 – programy informacyjne, publicystyczne, kulturalne i sportowe
- RTK 2(inne języki) – programy informacyjne, publicystyczne, kulturalne i sportowe nadawane w językach mniejszości narodowych; nadaje głównie w języku serbskim, ale również w tureckim, bośniackim i romskim
- RTK 3(inne języki) – kanał informacyjny z programami i dyskusjami politycznymi
- RTK 4(inne języki) – programy kulturalne oraz filmy dokumentalne

## Radio
- Radio Kosova – programy informacyjne, publicystyczne i kulturalne
- Radio Kosova 2 (dawniej Radio Blue Sky) – programy dla młodzieży i nadawane w językach mniejszości

## Programy
Programy informacyjne
- Lajmet i mëngjesit o godz. 9:00 – wiadomości poranne
- Lajme wydania o godz. 11, 13, 15, 17 i 23
- Lajme 19:30 o godz. 19:30 – wydanie główne

## Programy mniejszości
W RTK istnieje posada producenta do spraw programów mniejszości.
Telewizja nadaje pięć dni w tygodniu programy informacyjne w językach mniejszości.
- Vesti w języku serbskim o godz. 19:00
- Vijesti w języku bośniackim ok. godz. 18:45
- Haber w języku tureckim ok. godz. 18:15

Ponadto nadawane są magazyny w językach mniejszości.
- Nedelnji kolaž w języku serbskim w poniedziałki o godz. 17
- Mostovi w języku bośniackim w piątki ok. godz. 17–18
- Mozaik w języku tureckim w soboty ok. godz 12
- Yekhipe w języku romskim w czwartki ok. godz. 17

Radio Blue Sky nadaje programy w języku serbskim od godz. 14 do 16, w języku tureckim od 16 do 17.
Radio Kosova nadaje programy w języku bośniackim od godz. 12 do 14, w języku romskim od 14 do 15, w języku tureckim od 15 do 16.